# Walter Wassermann
Pour les articles homonymes, voir Wassermann.
Carl Oskar Walter Wassermann (né le 19 septembre 1883 à Berlin, mort le 4 octobre 1944 à Salzbourg) est un scénariste allemand.

## Biographie
Walter Wassermann est le fils de Wilhelm Wassermann, homme d'affaires dans le bâtiment, et de son épouse Marie Elisabeth Margarethe Neumann. Il débute comme acteur en 1905 à Neisse. Au bout de quelques années, il devient metteur en scène puis directeur adjoint du Central-Theater de Berlin.
Il commence au cinéma comme acteur en 1912. Pendant la Première Guerre mondiale, il dirige avec sa femme, l'actrice Adele Hartwig, le Deutsche Theater de Łódź. Après la guerre, il se consacre presque entièrement à l'écriture de scénarios. Il écrit d'abord des films policiers puis beaucoup de comédies et de films d'aventures, souvent comme coauteur.

## Filmographie
En tant qu'acteur
- 1912 : Verspielt
- 1913 : In Vertretung
- 1913 : Der wankende Glaube
- 1915 : Im Feuer der Schiffskanonen

En tant que scénariste
- 1920 : Sybill Morgan
- 1921 : Das Komplott im Bankviertel
- 1921 : Der Schrein der Medici (aussi acteur et coréalisateur)
- 1921 : Der Scheck auf den Tod
- 1921 : Das Mädchen aus der Ackerstraße - 3. Teil
- 1921 : Betrüger des Volkes
- 1921 : Das Gewissen der Welt, 1. Teil - Schattenpflanzen der Großstadt
- 1922 : Das Komödiantenkind
- 1922 : Die Königin von Whitechapel
- 1922 : Die Männer der Frau Clarissa
- 1922 : Die Schatten jener Nacht
- 1923 : Time Is Money
- 1924 : Das kalte Herz
- 1925 : Schicksal
- 1925 : Tragödie
- 1926 : La Bonne Réputation
- 1926 : Die Frau in Gold
- 1927 : Das Erwachen des Weibes
- 1927 : Die Hochstaplerin
- 1928 : Es zogen drei Burschen
- 1928 : Ledige Mütter
- 1928 : Liebe und Diebe
- 1928 : Polnische Wirtschaft
- 1929 : Spelunke
- 1929 : Geheimpolizisten
- 1929 : Vive l'amour
- 1929 : Möblierte Zimmer
- 1930 : Gefahren der Brautzeit de Fred Sauer
- 1930 : Anny américaine
- 1930 : Auf Leben und Tod
- 1930 : Princesse du caviar
- 1930 : Heute nacht - eventuell
- 1930 : Der Nächste, bitte!
- 1930 : Das Rheinlandmädel
- 1930 : Zweimal Hochzeit
- 1930 : Ein Walzer im Schlafcoupé
- 1930 : Pension Schöller
- 1930 : Die blonde Nachtigall
- 1930 : 1000 Worte deutsch
- 1931 : Une nuit au paradis
- 1931 : Kasernenzauber
- 1931 : Schneider Wibbel
- 1931 : So'n Windhund
- 1931 : Die Fremde
- 1931 : Aschermittwoch
- 1931 : Tempête dans un verre d'eau
- 1931 : Arme, kleine Eva
- 1931 : Der wahre Jakob
- 1931 : Die Liebesfiliale
- 1931 : Der ungetreue Eckehart
- 1932 : Ja, treu ist die Soldatenliebe
- 1932 : Eine Nacht im Paradies
- 1932 : Faut-il les marier ?
- 1932 : Die grausame Freundin
- 1932 : Das Testament des Cornelius Gulden
- 1932 : Traum von Schönbrunn
- 1933 : Le Grand bluff
- 1933 : Die Unschuld vom Lande
- 1933 : Sag' mir, wer Du bist
- 1933 : Flucht nach Nizza
- 1933 : Die kalte Mamsell
- 1933 : Roman einer Nacht
- 1933 : Heimat am Rhein
- 1933 : Die schönen Tage von Aranjuez
- 1933 : Ist mein Mann nicht fabelhaft?
- 1933 : Adieu les beaux jours
- 1933 : Der Page vom Dalmasse-Hotel
- 1934 : La Provincialina
- 1934 : Das Erbe von Pretoria
- 1934 : Der Polizeibericht meldet
- 1934 : Die Stimme der Liebe
- 1934 : In Sachen Timpe
- 1934 : Ein Mädel wirbelt durch die Welt
- 1934 : Der kühne Schwimmer
- 1934 : Der Schrecken vom Heidekrug
- 1934 : Meine Frau, die Schützenkönigin
- 1934 : Herz ist Trumpf
- 1934 : Liebe dumme Mama
- 1935 : Sie und die Drei
- 1935 : Ein falscher Fuffziger
- 1935 : Ein ganzer Kerl
- 1935 : Pygmalion
- 1936 : L'Étudiant pauvre
- 1937 : Menschen ohne Vaterland
- 1937 : Die Fledermaus
- 1937 : Des Cœurs forts
- 1938 : Schüsse in Kabine 7
- 1938 : L'Énigme de Beate
- 1938 : Sergent Berry
- 1939 : Faux coupables
- 1939 : La Lutte héroïque
- 1940 : Friedrich Schiller, triomphe d'un génie
- 1940 : Cora Terry (de)
- 1942 : Ein Zug fährt ab
- 1942 : Die Nacht in Venedig
- 1943 : Jeune fille sans famille
- 1944 : Es lebe die Liebe
- 1944 : Die heimlichen Bräute
- 1944 : Das Konzert

## Source de la traduction
- (de) Cet article est partiellement ou en totalité issu de l’article de Wikipédia en allemand intitulé « Walter Wassermann » (voir la liste des auteurs).